# نيلسون روزاريو
نيلسون روزاريو (بالإنجليزية: Nelson Rosario)‏ هو لاعب كرة قدم أمريكية أمريكي، ولد في 24 ديسمبر 1989 في أوسيانسيدي في الولايات المتحدة.

## وصلات خارجية
- نيلسون روزاريو على موقع مرجع كرة القدم المحترفة.كوم (الإنجليزية)